# Opéra national du Rhin

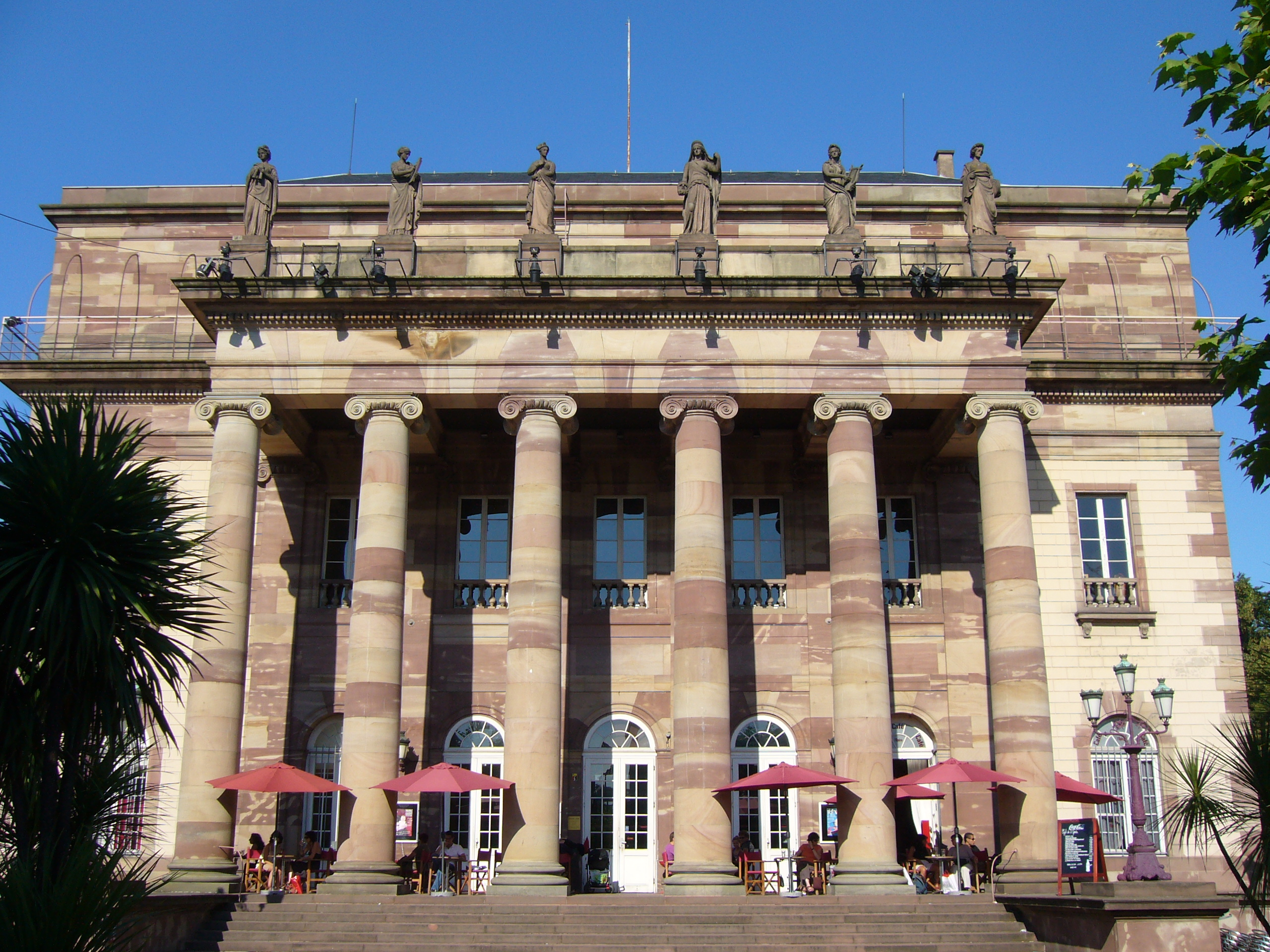
La facciata dell'opéra di Strasburgo sede dell'Opéra national du Rhin

L'Opéra national du Rhin (ONR) è un'istituzione lirica nata nel 1972, dalla fusione di due compagnie di teatro lirico operanti rispettivamente a Strasburgo, Colmar e Mulhouse, fusione realizzata da Germain Muller. Dal 1997 ha assunto il titolo di Opéra national en région.
Strasburgo è la sede del coro, ma anche dei laboratori scenografici, dei costumi e servizi amministrativi, Mulhouse ospita invece il Ballet de l'Opéra National du Rhin, Centro Coreografico Nazionale dal 1985 e  Colmar l'Opera Studio, un corso di formazione per giovani cantanti.
L'Orchestra filarmonica di Strasburgo e l'Orchestra sinfonica di Mulhouse sono le orchestre di questa istituzione, la cui sede è a place Broglie a Strasburgo.
A Strasburgo, le rappresentazioni hanno luogo all'Opéra di Strasburgo, a Mulhouse a La Filature o al Théâtre de la Sinne e a Colmar al Théâtre municipal de Colmar.
L'Opéra national du Rhin è membro della ROF (Réunion des Opéras de France), del RESEO (Réseau européen pour la sensibilisation à l'opéra et à la danse) e dell'Opera Europa.

## Direttori generali
- 1972-1974: Pierre Barrat
- 1974-1980: Alain Lombard
- 1980-1991: René Terrasson
- 1991-1997: Laurent Spielman
- 1997-2003: Rudolf Berger
- 2003-2009: Nicholas Snowman
- 2009-2017: Marc Clémeur
- depuis 2017: Eva Kleinitz